# Musseltråd
Musseltråd (Emplectonema gracile) är en djurart som tillhör fylumet slemmaskar, och som först beskrevs av Johnston 1837. Enligt Catalogue of Life ingår Musseltråd i släktet Emplectonema och familjen Emplectonematidae, men enligt Dyntaxa är tillhörigheten istället släktet Emplectonema, och ordningen Hoplonemertea. Arten är reproducerande i Sverige. Inga underarter finns listade i Catalogue of Life.